# 1. Bockenheimer FC 1899
Le 1. Bockenheimer FC 1899 est ancien club allemand de football qui était localisé à Bockenheim, un district à l’Ouest de Francfort-sur-le-Main dans la Hesse.

## Histoire
Le 1. Bockenheimer FC 1899 fut fondé en 1899. Il fut membre de la Frankfurter Associations Bund ou Frankfurt Associations Federation, rejoignant ses membres fondateurs, les Frankfurter Kickers et le Frankfurter FC Viktoria 1899 (deux clubs qui fusionnèrent en 1911 pour former le Frankfuter FV), le Frankfurter FC Germania 1894. 
Le club jouait à la Hundswiese. En 1900, le 1. Bockenheimer FC 1899 fut l'un des membres fondateurs de la Fédération allemande de football (DFB).
À la fin de l’année 1901, le club perdit son terrain ainsi qu’un certain nombre de ses membres qui rejoignirent l’armée. Le 1. Bockenheimer FC 1899 fut alors dissous. Les membres restants rejoignirent d’autres clubs : Germania 1901 Bockenheim, Bockenheimer Fußball-Vereinigung 1901, FV 1901 Amicitia, FC 1902 Helvetia, ou encore FC 1902 Bockenheim . Au fil du temps, ces différents clubs fusionnèrent et constituèrent l’actuel Rot-Weiß Frankfurt
Le souvenir du 1. Bockenheimer FC 1899 reste préservé grâce aux chroniques de clubs comme Viktoria Frankfurt ou les Kickers Offenbach qui le mentionnent pour l'avoir affronté. Le 1. BFC 1899 fut en effet battu (1-4) en mars 1899 par Viktoria et par les Kickers Offenbach (1-2) le 7 juillet 1901.

## Sources et liens externes
Page ad-hoc en Allemand, en Anglais et en Néerlandais
- (de) Das deutsche Fußball-Archiv